# Міріам Баттен
Міріам Баттен  (англ. Miriam Batten, 4 листопада 1964) — британська веслувальниця, олімпійська медалістка.

## Виступи на Олімпіадах
| Олімпіада      | Дисципліна                      | Місце |
| -------------- | ------------------------------- | ----- |
| Барселона 1992 | двійка розстібна без стернового | 5     |
| Атланта 1996   | вісімка розстібна зі стерновим  | 7     |
| Сідней 2000    | четвірка парна                  | 2     |

## Зовнішні посилання
- Досьє на sport.references.com [Архівовано 24 жовтня 2012 у Wayback Machine.]

1. ↑  Batten Miriam